# Tropæolum-familien
Tropæolum-familien (Tropaeolaceae) er en plantefamilie, som kun indeholder én slægt (tidligere tre slægter). Det er krybende eller klatrende, urteagtige planter. De klatrende arter har bladstilke, der registrerer berøring, og derfor kan de sno sig omkring fast understøttelser. Mange af arterne danner rodknolde. Bladene er spredtstillede og skjoldformede. Hos mange arter er bladpladen dybt indskåret. Blomsterne er 5-tallige, de sidder oftest i bladhjørnerne, og de er for det meste store med et af kronbladene omdannet til en nektarspore. Frugterne er spaltefrugtermed hver tre frø.
| Slægter |

- Tropæolum (Tropaeolum) – som også indeholder arterne fra de tidligere slægter Magallana og Tropaeastrum